# George Ernest Wright
Pour les articles homonymes, voir Wright.
George Ernest Wright (5 septembre 1909 - 29 août 1974) est un érudit bibliste et un archéologue biblique. Spécialiste de l'archéologie du Proche-Orient, il était particulièrement reconnu pour ses travaux d'études et de datation des poteries.

## Biographie
Il est né le 5 septembre 1905 en Ohio. Il est le fils d'un pasteur presbytérien. Il a reçu son baccalauréat au  Collège of Wooster dans l'Ohio puis sa licence de  théologie du McCormick Theological Seminary en 1934. La même année il est ordonné dans une école presbytérienne.
Il a étudié avec William Foxwell Albright à l'université Johns-Hopkins où il reçut son master (1936) puis son doctorat (1937). Il enseigna l'histoire et la théologie de l'Ancien Testament au Séminaire MacCormick de 1939 à 1958. Il rejoint la Harvard Divinity School en 1958 où il est Parkman Professor et conservateur du Musée Sémitique (1961) jusqu'à sa mort d'une attaque cardiaque le 29 août 1974.
Wright publia de nombreux articles et monographies allant des domaines de théologie biblique à ceux de l'archéologie palestinienne. Il était aussi le fondateur de la revue périodique Near Eastern Archaeology connue maintenant sous le titre de Near Eastern Archaeology Magazine. Il était un défenseur acharné de la pertinence pour la foi chrétienne d'étudier l'Ancien Testament.

## Campagne de fouilles archéologiques
Pendant sa carrière de professeur, Wrigt dirigea trois expéditions archéologiques : 
- (1956-1974) Expédition Drew-MacCormick à Sichem ;
- (1964-1965) Expédition de l'Hebrew Union College Biblical et de l''Archaeological School Expedition du tel Gezer ;
- (1971-1974) Il rejoint l'expédition américaine à Idalion en Chypre.